# Коды и классификаторы валют
Код валюты — относительно короткая последовательность цифр и/или букв, используемая для представления наименования денежной единицы и её идентификации в различных системах передачи информации. Коды валют сгруппированы в классификаторы валют, которые, как правило, являются общемировыми, межгосударственными, национальными или отраслевыми стандартами.
Общемировым стандартом является ISO 4217.
Существует несколько версий международных классификаторов различных наднациональных организаций, куда входит Россия, например:
- КВ ТС — Классификатор валют Таможенного союза Беларуси, Казахстана и России;
- МКВ — Межгосударственный классификатор валют стран СНГ.

Локальные действующие российские стандарты:
- ОКВ — Общероссийский классификатор валют (его украинский аналог — Классификатор валют; укр. Класифікація валют);
- ККВ — отраслевой Классификатор клиринговых валют.

Существуют также другие классификаторы и стандарты, которые могут быть использованы для локальных целей.

## Принципы кодирования валют
В классификаторах валют, используемых в России, применяются два основных принципа кодирования — стандарта ISO 4217 и Классификатора клиринговых валют.

### Коды стандартаISO 4217
Наиболее распространённым является стандарт ISO 4217, который служит базой для создания прочих классификаторов и включает следующие сведения:
- наименование валюты на английском и французском языках (два официальных языка стандарта);
- трёхбуквенный алфавитный (alfa-3) код валюты;
- трёхзначный цифровой (number-3) код валюты;
- информацию о наличии и разрядности разменной (дробной, производной) денежной единицы;
- список стран, где указанная валюта является законным средством платежа на основании формального соглашения с её эмитентом.

При этом валюты разбиты на три группы:
- находящиеся в обращении[2];
- находящиеся в обращении валютные фонды (дублируются также в списке находящихся в обращении валют)[3];
- вышедшие из обращения после 1978 года (от первой публикации стандарта)[4].

В свою очередь, коды ISO 4217:
- буквенные — основаны на двухбуквенных кодах (alfa-2) стран мира стандарта ISO 3166-1, которые, как правило, становятся первыми двумя буквами кода валюты (третья буква кода валюты — в большинстве случаев первая буква в её наименовании на английском языке);
- цифровые — как правило, повторяют цифровые коды стран мира Статистического отдела ООН.

Большинство прочих стандартов и классификаторов валют (например, Общероссийский классификатор валют (ОКВ), Межгосударственный классификатор валют (МКВ), Классификатор валют Таможенного союза (КВ ТС)) повторяют коды ISO 4217, но актуализируются с задержкой на несколько месяцев, а в ряде случаев — на несколько лет (подробнее см. раздел «Сравнительная таблица стандартов»).
Несколько отличается принцип формирования кодов Тейлора. Основное отличие состоит в том, что, помимо кодов стандарта ISO 3166-1 для обозначения стран и территорий, эмитирующих или эмитировавших собственные валюты, используются также коды, самостоятельно разработанные Брайаном Тейлором, автором методики (подробнее см. раздел «Частный классификатор — Коды Тейлора»).

### КодыКлассификатора клиринговых валют
Принципиально иной принцип кодирования использовался в Общесоюзном классификаторе валют (ОКВ:1984) и продолжает использоваться в Классификаторе клиринговых валют (ККВ). В последнем уже сами наименования валют существенно отличаются от принятых в других стандартах. Название клиринговой валюты может содержать следующую информацию (см. примеры ниже):
- валюта учёта (валюта, в которой ведётся учёт, сальдируется движение товаров и денежных средств);
- валюта расчётов (валюта, в которой производятся фактические платежи по контракту);
- страна, с которой заключён контракт;
- тип контракта.

В зависимости от внутренних свойств (свободно конвертируемые, замкнутые), от способов использования (например, для клиринга, для прямых расчётов), от социально-политической системы и уровня экономического развития страны-эмитента (соцстраны, развивающиеся страны), первоначально валюты были разбиты на пять (позже шесть) групп, каждой из которых соответствовала одна или несколько цифр от нуля до девяти. Внутри группы денежным единицам присваивались двухзначные порядковые номера от «00» до «99». Таким образом, код был трёхзначным цифровым, где первая цифра описывала ключевые признаки самой валюты, её эмитента и/или способы использования, а две последних являлись порядковым номером денежной единицы в группе.
Впоследствии первая цифра кода была заменена на заглавную букву кириллицы (в редакции классификатора клиринговых валют, изданного Государственным таможенным комитетом Российской Федерации; ККВ ГТК) или на заглавную букву латинского алфавита (в редакции Центрального банка Российской Федерации; ККВ ЦБ РФ). При этом в связи с тем, что почти все социалистические страны встали на капиталистический путь развития, многие замкнутые валюты превратились в свободно конвертируемые, но при этом сохранили свои исходные коды, изначальные группы классификатора утратили своё значение. В настоящее время клиринговые коды в большинстве случаев представляют собой не более чем трёхзначные буквенно-цифровые порядковые номера валют в классификаторе. Для примера — первые десять кодов действующей редакции классификатора (ККВ ЦБ РФ):
- А04 — Испанские песеты с платежом в долларах США
- А10 — Шотландские фунты
- А12 — Гонконгские доллары с платежом в долларах США
- А13 — Турецкие лиры с платежом в долларах США
- А15 — Японские иены в США долларах
- А16 — Японские иены в ФРГ марках
- A25 — Иракские динары по экспортному аккредитиву в долларах США
- A26 — Иракские динары по экспортному аккредитиву в фунтах стерлингов
- A32 — США доллары по госкредиту с Суданом
- A36 — Малайзийские ринггиты с платежом в долларах США

## Сравнительная таблица кодов
Ниже представлены существующие валюты, имеющие по состоянию на 12.01.2012 код в одном из действующих классификаторов и отсортированные по коду alfa-3 стандарта ISO 4217 (в рамках раздела таблицы «Существующие валюты, включённые в ККВ или в классификатор Тейлора» — по коду alfa-3 классификатора Тейлора). При этом:
- жёлтым цветом выделены коды ISO 4217, отсутствующие в Общероссийском классификаторе валют (прочие несоответствия двух стандартов отмечены примечаниями с буквой a);
- зелёным — буквенные (alfa-3) коды стандарта ISO 3166-1, совпадающие с одним из кодов ISO 4217;
- голубым — цифровые (number-3) коды стандарта ISO 3166-1, не совпадающие с кодом базовой валюты соответствующего государства в стандарте ISO 4217;
- фиолетовым — коды Тейлора, не совпадающие с кодом соответствующей валюты в стандарте ISO 4217;
- хаки — коды Тейлора, совпадающие с кодом другой валюты в стандарте ISO 4217;
- оранжевым — коды Тейлора, соответствующие коду вышедшей из обращения валюты, но сохранившиеся в классификаторе Тейлора, очевидно, из-за его редкого обновления;
- серым — коды валют, не входящих в ISO 4217, но включённых в версию стандарта, опубликованную Европейским союзом.

В таблицу не включены коды стандарта ISO 6166 (ISIN), поскольку непосредственно денежным единицам они присваиваются редко.
В стандарте Юникод может быть указано, что конкретный символ обозначает конкретную денежную единицу (₪ — символ шекеля), а может быть дано пояснение, что знак соответствует родовому названию группы валют (например, ₨ — любая из рупий). При этом на практике некоторые символы могут использоваться для обозначения и тех валют, которые не упомянуты в стандарте (например, $ для обозначения боливиано, паанги, патаки, реала, талы и др.). В таблице соответствия между наименованиями денежных единиц и кодами их знаков даны исключительно на основании данных самого стандарта; для тех валют, у которых в Юникоде символ не указан, в таблице проставлен знак валюты (англ. general currency, currency sign) — ¤ (U+00A4).
| Наименование валюты                                                                     | Наименование валюты                                 | Наименования стран и территорий | ISO 4217                                            | ISO 4217                                            | ISO 4217                                            | ISO 3166-1                                          | ISO 3166-1                                          | Прочие стандарты                                    | Прочие стандарты                                    | Прочие стандарты                                    |
| в соответствии с ОКВ                                                                    | в соответствии с ISO 4217                           | в соответствии с ISO и/или ОКВ | alfa-3                                              | number-3                                            | дробная единица                                     | alfa-3                                              | number-3                                            | код ККВ                                             | код Тейлора                                         | юникод                                              |
| Существующие валюты, включённые в стандарт ISO 4217                                     | Существующие валюты, включённые в стандарт ISO 4217 | Существующие валюты, включённые в стандарт ISO 4217 | Существующие валюты, включённые в стандарт ISO 4217 | Существующие валюты, включённые в стандарт ISO 4217 | Существующие валюты, включённые в стандарт ISO 4217 | Существующие валюты, включённые в стандарт ISO 4217 | Существующие валюты, включённые в стандарт ISO 4217 | Существующие валюты, включённые в стандарт ISO 4217 | Существующие валюты, включённые в стандарт ISO 4217 | Существующие валюты, включённые в стандарт ISO 4217 |
| --------------------------------------------------------------------------------------- | --------------------------------------------------- | --- | --------------------------------------------------- | --------------------------------------------------- | --------------------------------------------------- | --------------------------------------------------- | --------------------------------------------------- | --------------------------------------------------- | --------------------------------------------------- | --------------------------------------------------- |
| Нет общей валюты                                                                        | No universal currency                               | Антарктида; Палестина; Южная Георгия и Южные Сандвичевы острова | —                                                   | —                                                   | —                                                   | —                                                   | —                                                   | —                                                   | —                                                   | —                                                   |
| Дирхам (ОАЭ)                                                                            | UAE Dirham                                          | Объединённые Арабские Эмираты | AED                                                 | 784                                                 | 2                                                   | ARE                                                 | 784                                                 | —                                                   | AED                                                 | ¤                                                   |
| Афгани                                                                                  | Afghani                                             | Афганистан | AFN                                                 | 971                                                 | 2                                                   | AFG                                                 | 004                                                 | —                                                   | AFN                                                 | U+060B (؋)                                          |
| Лек                                                                                     | Lek                                                 | Албания | ALL                                                 | 008                                                 | 2                                                   | ALB                                                 | 008                                                 | —                                                   | ALL                                                 | ¤                                                   |
| Армянский драм                                                                          | Armenian Dram                                       | Армения | AMD                                                 | 051                                                 | 2                                                   | ARM                                                 | 051                                                 | —                                                   | AMD                                                 | U+058F (֏)                                          |
| Нидерландский антильский гульден                                                        | Netherlands Antillean Guilder                       | Кюрасао; Синт-Мартен | ANG                                                 | 532                                                 | 2                                                   | ANT                                                 | 530                                                 | —                                                   | ANG                                                 | U+0192 (ƒ)                                          |
| Кванза                                                                                  | Kwanza                                              | Ангола | AOA                                                 | 973                                                 | 2                                                   | AGO                                                 | 024                                                 | B59                                                 | AOM                                                 | ¤                                                   |
| Аргентинское песо                                                                       | Argentine Peso                                      | Аргентина | ARS                                                 | 032                                                 | 2                                                   | ARG                                                 | 032                                                 | —                                                   | ARS                                                 | U+0024 ($)                                          |
| Австралийский доллар                                                                    | Australian Dollar                                   | Австралия; Кирибати; Кокосовые острова; Науру; Норфолк; Остров Рождества; Тувалу; Херд и Макдональд | AUD                                                 | 036                                                 | 2                                                   | AUS                                                 | 036                                                 | B67                                                 | AUD                                                 | U+0024 ($)                                          |
| Арубанский флорин                                                                       | Aruban Florin                                       | Аруба | AWG                                                 | 533                                                 | 2                                                   | ABW                                                 | 533                                                 | —                                                   | AWG                                                 | U+0192 (ƒ)                                          |
| Азербайджанский манат                                                                   | Azerbaijanian Manat                                 | Азербайджан | AZN                                                 | 944                                                 | 2                                                   | AZE                                                 | 031                                                 | —                                                   | AZM                                                 | ¤                                                   |
| Конвертируемая марка                                                                    | Convertible Mark                                    | Босния и Герцеговина | BAM                                                 | 977                                                 | 2                                                   | BIH                                                 | 070                                                 | —                                                   | BAM                                                 | ¤                                                   |
| Барбадосский доллар                                                                     | Barbados Dollar                                     | Барбадос | BBD                                                 | 052                                                 | 2                                                   | BRB                                                 | 052                                                 | —                                                   | BBD                                                 | U+0024 ($)                                          |
| Така                                                                                    | Taka                                                | Бангладеш | BDT                                                 | 050                                                 | 2                                                   | BGD                                                 | 050                                                 | —                                                   | BDT                                                 | U+09F3 (৳)                                          |
| Болгарский лев                                                                          | Bulgarian Lev                                       | Болгария | BGN                                                 | 975                                                 | 2                                                   | BGR                                                 | 100                                                 | (3)                                                 | BGN                                                 | ¤                                                   |
| Бахрейнский динар                                                                       | Bahraini Dinar                                      | Бахрейн | BHD                                                 | 048                                                 | 3                                                   | BHR                                                 | 048                                                 | —                                                   | BHD                                                 | ¤                                                   |
| Бурундийский франк                                                                      | Burundi Franc                                       | Бурунди | BIF                                                 | 108                                                 | 0                                                   | BDI                                                 | 108                                                 | —                                                   | BIF                                                 | ¤                                                   |
| Бермудский доллар                                                                       | Bermudian Dollar                                    | Бермудские острова | BMD                                                 | 060                                                 | 2                                                   | BMU                                                 | 060                                                 | —                                                   | BMD                                                 | U+0024 ($)                                          |
| Брунейский доллар                                                                       | Brunei Dollar                                       | Бруней | BND                                                 | 096                                                 | 2                                                   | BRN                                                 | 096                                                 | —                                                   | BND                                                 | U+0024 ($)                                          |
| Боливиано                                                                               | Boliviano                                           | Боливия | BOB                                                 | 068                                                 | 2                                                   | BOL                                                 | 068                                                 | —                                                   | BOB                                                 | ¤                                                   |
| Мвдол                                                                                   | Mvdol                                               | Боливия | BOV                                                 | 984                                                 | 2                                                   | BOL                                                 | 068                                                 | —                                                   | BOV                                                 | ¤                                                   |
| Бразильский реал                                                                        | Brazilian Real                                      | Бразилия | BRL                                                 | 986                                                 | 2                                                   | BRA                                                 | 076                                                 | C42                                                 | BRL                                                 | ¤                                                   |
| Багамский доллар                                                                        | Bahamian Dollar                                     | Багамские Острова | BSD                                                 | 044                                                 | 2                                                   | BHS                                                 | 044                                                 | —                                                   | BSD                                                 | U+0024 ($)                                          |
| Нгултрум                                                                                | Ngultrum                                            | Бутан | BTN                                                 | 064                                                 | 2                                                   | BTN                                                 | 064                                                 | —                                                   | BTN                                                 | ¤                                                   |
| Пула                                                                                    | Pula                                                | Ботсвана | BWP                                                 | 072                                                 | 2                                                   | BWA                                                 | 072                                                 | —                                                   | BWP                                                 | ¤                                                   |
| Белорусский рубль                                                                       | Belarussian Ruble                                   | Беларусь | BYN                                                 | 933                                                 | 2                                                   | BLR                                                 | 112                                                 | —                                                   | BYR                                                 | ¤                                                   |
| Белизский доллар                                                                        | Belize Dollar                                       | Белиз | BZD                                                 | 084                                                 | 2                                                   | BLZ                                                 | 084                                                 | —                                                   | BZD                                                 | U+0024 ($)                                          |
| Канадский доллар                                                                        | Canadian Dollar                                     | Канада | CAD                                                 | 124                                                 | 2                                                   | CAN                                                 | 124                                                 | —                                                   | CAD                                                 | U+0024 ($)                                          |
| Конголезский франк                                                                      | Congolese Franc                                     | Демократическая Республика Конго | CDF                                                 | 976                                                 | 2                                                   | COD                                                 | 180                                                 | —                                                   | CDF                                                 | ¤                                                   |
| WIR-евро                                                                                | WIR Euro                                            | Швейцария (WIR-банк) | CHE                                                 | 947                                                 | 2                                                   | CHE                                                 | 756                                                 | —                                                   | —                                                   | ¤                                                   |
| Швейцарский франк                                                                       | Swiss Franc                                         | Лихтенштейн; Швейцария | CHF                                                 | 756                                                 | 2                                                   | CHE                                                 | 756                                                 | (12)                                                | CHF                                                 | ¤                                                   |
| WIR-франк                                                                               | WIR Franc                                           | Швейцария (WIR-банк}) | CHW                                                 | 948                                                 | 2                                                   | CHE                                                 | 756                                                 | —                                                   | —                                                   | ¤                                                   |
| Единица развития                                                                        | Unidades de Fomento                                 | Чили | CLF                                                 | 990                                                 | 0                                                   | CHL                                                 | 152                                                 | —                                                   | CLF                                                 | ¤                                                   |
| Чилийское песо                                                                          | Chilean Peso                                        | Чили | CLP                                                 | 152                                                 | 0                                                   | CHL                                                 | 152                                                 | —                                                   | CLP                                                 | U+0024 ($)                                          |
| Юань                                                                                    | Yuan Renminbi                                       | Китай | CNY                                                 | 156                                                 | 2                                                   | CHN                                                 | 156                                                 | —                                                   | CNY                                                 | U+00A5 (¥)                                          |
| Колумбийское песо                                                                       | Colombian Peso                                      | Колумбия | COP                                                 | 170                                                 | 2                                                   | COL                                                 | 170                                                 | —                                                   | COP                                                 | U+0024 ($)                                          |
| Единица реальной стоимости                                                              | Unidad de Valor Real                                | Колумбия | COU                                                 | 970                                                 | 2                                                   | COL                                                 | 170                                                 | —                                                   | —                                                   | ¤                                                   |
| Коста-риканский колон                                                                   | Costa Rican Colon                                   | Коста-Рика | CRC                                                 | 188                                                 | 2                                                   | CRI                                                 | 188                                                 | —                                                   | CRC                                                 | U+20A1 (₡)                                          |
| Конвертируемое песо                                                                     | Peso Convertible                                    | Куба | CUC                                                 | 931                                                 | 2                                                   | CUB                                                 | 192                                                 | —                                                   | —                                                   | U+0024 ($)                                          |
| Кубинское песо                                                                          | Cuban Peso                                          | Куба | CUP                                                 | 192                                                 | 2                                                   | CUB                                                 | 192                                                 | (2)                                                 | CUP                                                 | U+0024 ($)                                          |
| Эскудо Кабо-Верде                                                                       | Cape Verde Escudo                                   | Кабо-Верде | CVE                                                 | 132                                                 | 2                                                   | CPV                                                 | 132                                                 | —                                                   | CVE                                                 | U+0024 ($)                                          |
| Чешская крона                                                                           | Czech Koruna                                        | Чехия | CZK                                                 | 203                                                 | 2                                                   | CZE                                                 | 203                                                 | (4)                                                 | CZK                                                 | ¤                                                   |
| Франк Джибути                                                                           | Djibouti Franc                                      | Джибути | DJF                                                 | 262                                                 | 0                                                   | DJI                                                 | 262                                                 | —                                                   | DJF                                                 | ¤                                                   |
| Датская крона                                                                           | Danish Krone                                        | Дания; Гренландия; Фарерские острова | DKK                                                 | 208                                                 | 2                                                   | DNK                                                 | 208                                                 | —                                                   | DKK                                                 | ¤                                                   |
| Доминиканское песо                                                                      | Dominican Peso                                      | Доминиканская Республика | DOP                                                 | 214                                                 | 2                                                   | DOM                                                 | 214                                                 | —                                                   | DOP                                                 | U+0024 ($)                                          |
| Алжирский динар                                                                         | Algerian Dinar                                      | Алжир | DZD                                                 | 012                                                 | 2                                                   | DZA                                                 | 012                                                 | E71                                                 | DZD                                                 | ¤                                                   |
| Египетский фунт                                                                         | Egyptian Pound                                      | Египет | EGP                                                 | 818                                                 | 2                                                   | EGY                                                 | 818                                                 | —                                                   | EGP                                                 | U+00A3 (£)                                          |
| Накфа                                                                                   | Nakfa                                               | Эритрея | ERN                                                 | 232                                                 | 2                                                   | ERI                                                 | 232                                                 | —                                                   | ERN                                                 | ¤                                                   |
| Эфиопский быр                                                                           | Ethiopian Birr                                      | Эфиопия | ETB                                                 | 230                                                 | 2                                                   | ETH                                                 | 231                                                 | C27                                                 | ETB                                                 | ¤                                                   |
| Евро                                                                                    | Euro                                                | Австрия; Аландские острова; Андорра; Бельгия; Ватикан; Гваделупа; Германия; Греция; Ирландия; Исландия; Испания; Италия; Кипр, Латвия, Люксембург; Литва; Майотта; Мальта, Мартиника; Монако; Нидерланды; Португалия; Реюньон; Сан-Марино; Сен-Бартелеми; Сен-Мартен; Словакия; Словения; Сен-Пьер и Микелон; Финляндия; Франция; Французская Гвиана; Французские Южные и Антарктические территории; Черногория; Эстония | EUR                                                 | 978                                                 | 2                                                   | —                                                   | —                                                   | (31)                                                | EUR                                                 | U+20AC (€)                                          |
| Доллар Фиджи                                                                            | Fiji Dollar                                         | Фиджи | FJD                                                 | 242                                                 | 2                                                   | FJI                                                 | 242                                                 | —                                                   | FJD                                                 | U+0024 ($)                                          |
| Фунт Фолклендских островов                                                              | Falkland Islands Pound                              | Фолклендские острова | FKP                                                 | 238                                                 | 2                                                   | FLK                                                 | 238                                                 | —                                                   | FKP                                                 | U+00A3 (£)                                          |
| Фунт стерлингов                                                                         | Pound Sterling                                      | Великобритания; Гернси; Джерси; Остров Мэн | GBP                                                 | 826                                                 | 2                                                   | GBR                                                 | 826                                                 | (27)                                                | GBP                                                 | U+00A3 (£)                                          |
| Лари                                                                                    | Lari                                                | Грузия | GEL                                                 | 981                                                 | 2                                                   | GEO                                                 | 268                                                 | —                                                   | GEL                                                 | ¤                                                   |
| Ганский седи                                                                            | Ghana Cedi                                          | Гана | GHS                                                 | 936                                                 | 2                                                   | GHA                                                 | 288                                                 | —                                                   | GHS                                                 | U+20B5 (₵)                                          |
| Гибралтарский фунт                                                                      | Gibraltar Pound                                     | Гибралтар | GIP                                                 | 292                                                 | 2                                                   | GIB                                                 | 292                                                 | —                                                   | GIP                                                 | U+00A3 (£)                                          |
| Даласи                                                                                  | Dalasi                                              | Гамбия | GMD                                                 | 270                                                 | 2                                                   | GMB                                                 | 270                                                 | —                                                   | GMD                                                 | ¤                                                   |
| Гвинейский франк                                                                        | Guinea Franc                                        | Гвинея | GNF                                                 | 324                                                 | 0                                                   | GIN                                                 | 324                                                 | —                                                   | GNF                                                 | ¤                                                   |
| Кетсаль                                                                                 | Quetzal                                             | Гватемала | GTQ                                                 | 320                                                 | 2                                                   | GTM                                                 | 320                                                 | —                                                   | GTQ                                                 | ¤                                                   |
| Гайанский доллар                                                                        | Guyana Dollar                                       | Гайана | GYD                                                 | 328                                                 | 2                                                   | GUY                                                 | 328                                                 | —                                                   | GYD                                                 | U+0024 ($)                                          |
| Гонконгский доллар                                                                      | Hong Kong Dollar                                    | Гонконг | HKD                                                 | 344                                                 | 2                                                   | HKG                                                 | 344                                                 | (2)                                                 | HKD                                                 | U+0024 ($)                                          |
| Лемпира                                                                                 | Lempira                                             | Гондурас | HNL                                                 | 340                                                 | 2                                                   | HND                                                 | 340                                                 | —                                                   | HNL                                                 | ¤                                                   |
| Хорватская куна                                                                         | Kuna                                                | Хорватия | HRK                                                 | 191                                                 | 2                                                   | HRV                                                 | 191                                                 | —                                                   | HRK                                                 | ¤                                                   |
| Гурд                                                                                    | Gourde                                              | Гаити | HTG                                                 | 332                                                 | 2                                                   | HTI                                                 | 332                                                 | —                                                   | HTG                                                 | ¤                                                   |
| Форинт                                                                                  | Forint                                              | Венгрия | HUF                                                 | 348                                                 | 2                                                   | HUN                                                 | 348                                                 | K85                                                 | HUF                                                 | ¤                                                   |
| Рупия                                                                                   | Rupiah                                              | Индонезия | IDR                                                 | 360                                                 | 2                                                   | IDN                                                 | 360                                                 | —                                                   | IDR                                                 | U+20A8 (₨)                                          |
| Новый израильский шекель                                                                | New Israeli Sheqel                                  | Израиль | ILS                                                 | 376                                                 | 2                                                   | ISR                                                 | 376                                                 | —                                                   | ILS                                                 | U+20AA (₪)                                          |
| Индийская рупия                                                                         | Indian Rupee                                        | Индия; Бутан | INR                                                 | 356                                                 | 2                                                   | IND                                                 | 356                                                 | (2)                                                 | INR                                                 | U+20B9 (₹)                                          |
| Иракский динар                                                                          | Iraqi Dinar                                         | Ирак | IQD                                                 | 368                                                 | 3                                                   | IRQ                                                 | 368                                                 | (3)                                                 | IQD                                                 | ¤                                                   |
| Иранский риал                                                                           | Iranian Rial                                        | Иран | IRR                                                 | 364                                                 | 2                                                   | IRN                                                 | 364                                                 | —                                                   | IRR                                                 | U+FDFC (﷼)                                          |
| Исландская крона                                                                        | Iceland Krona                                       | Исландия | ISK                                                 | 352                                                 | 0                                                   | ISL                                                 | 352                                                 | —                                                   | ISK                                                 | ¤                                                   |
| Ямайский доллар                                                                         | Jamaican Dollar                                     | Ямайка | JMD                                                 | 388                                                 | 2                                                   | JAM                                                 | 388                                                 | —                                                   | JMD                                                 | U+0024 ($)                                          |
| Иорданский динар                                                                        | Jordanian Dinar                                     | Иордания | JOD                                                 | 400                                                 | 3                                                   | JOR                                                 | 400                                                 | —                                                   | JOD                                                 | ¤                                                   |
| Иена                                                                                    | Yen                                                 | Япония | JPY                                                 | 392                                                 | 0                                                   | JPN                                                 | 392                                                 | (2)                                                 | JPY                                                 | U+00A5 (¥)                                          |
| Кенийский шиллинг                                                                       | Kenyan Shilling                                     | Кения | KES                                                 | 404                                                 | 2                                                   | KEN                                                 | 404                                                 | —                                                   | KES                                                 | ¤                                                   |
| Сом                                                                                     | Som                                                 | Кыргызстан | KGS                                                 | 417                                                 | 2                                                   | KGZ                                                 | 417                                                 | —                                                   | KGS                                                 | ¤                                                   |
| Риель                                                                                   | Riel                                                | Камбоджа | KHR                                                 | 116                                                 | 2                                                   | KHM                                                 | 116                                                 | (C23)                                               | KHR                                                 | U+17DB (៛)                                          |
| Франк Комор                                                                             | Comoro Franc                                        | Коморские Острова | KMF                                                 | 174                                                 | 0                                                   | COM                                                 | 174                                                 | —                                                   | KMF                                                 | ¤                                                   |
| Северокорейская вона                                                                    | North Korean Won                                    | КНДР | KPW                                                 | 408                                                 | 2                                                   | PRK                                                 | 408                                                 | (2)                                                 | KPW                                                 | U+20A9 (₩)                                          |
| Вона                                                                                    | Won                                                 | Республика Корея | KRW                                                 | 410                                                 | 0                                                   | KOR                                                 | 410                                                 | K09                                                 | KRW                                                 | U+20A9 (₩)                                          |
| Кувейтский динар                                                                        | Kuwaiti Dinar                                       | Кувейт | KWD                                                 | 414                                                 | 3                                                   | KWT                                                 | 414                                                 | —                                                   | KWD                                                 | ¤                                                   |
| Доллар Островов Кайман                                                                  | Cayman Islands Dollar                               | Каймановы острова | KYD                                                 | 136                                                 | 2                                                   | CYM                                                 | 136                                                 | —                                                   | KYD                                                 | U+0024 ($)                                          |
| Тенге                                                                                   | Tenge                                               | Казахстан | KZT                                                 | 398                                                 | 2                                                   | KAZ                                                 | 398                                                 | —                                                   | KZT                                                 | U+20B8 (₸)                                          |
| Кип                                                                                     | Kip                                                 | Лаос | LAK                                                 | 418                                                 | 2                                                   | LAO                                                 | 418                                                 | —                                                   | LAK                                                 | U+20AD (₭)                                          |
| Ливанский фунт                                                                          | Lebanese Pound                                      | Ливан | LBP                                                 | 422                                                 | 2                                                   | LBN                                                 | 422                                                 | —                                                   | LBP                                                 | U+00A3 (£)                                          |
| Шри-ланкийская рупия                                                                    | Sri Lanka Rupee                                     | Шри-Ланка | LKR                                                 | 144                                                 | 2                                                   | LKA                                                 | 144                                                 | A43                                                 | LKR                                                 | U+20A8 (₨)                                          |
| Либерийский доллар                                                                      | Liberian Dollar                                     | Либерия | LRD                                                 | 430                                                 | 2                                                   | LBR                                                 | 430                                                 | —                                                   | LRD                                                 | U+0024 ($)                                          |
| Лоти                                                                                    | Loti                                                | Лесото | LSL                                                 | 426                                                 | 2                                                   | LSO                                                 | 426                                                 | —                                                   | LSL                                                 | ¤                                                   |
| Литовский лит                                                                           | Lithuanian Litas                                    | Литва | LTL                                                 | 440                                                 | 2                                                   | LTU                                                 | 440                                                 | —                                                   | LTL                                                 | ¤                                                   |
| Ливийский динар                                                                         | Libyan Dinar                                        | Ливия | LYD                                                 | 434                                                 | 3                                                   | LBY                                                 | 434                                                 | —                                                   | LYD                                                 | ¤                                                   |
| Марокканский дирхам                                                                     | Moroccan Dirham                                     | Марокко; Западная Сахара | MAD                                                 | 504                                                 | 2                                                   | MAR                                                 | 504                                                 | —                                                   | MAD                                                 | ¤                                                   |
| Молдавский лей                                                                          | Moldovan Leu                                        | Молдова | MDL                                                 | 498                                                 | 2                                                   | MDA                                                 | 498                                                 | —                                                   | MDL                                                 | ¤                                                   |
| Малагасийский ариари                                                                    | Malagasy Ariary                                     | Мадагаскар | MGA                                                 | 969                                                 | 2                                                   | MDG                                                 | 450                                                 | —                                                   | MGA                                                 | ¤                                                   |
| Денар                                                                                   | Denar                                               | Македония | MKD                                                 | 807                                                 | 2                                                   | MKD                                                 | 807                                                 | —                                                   | MKD                                                 | ¤                                                   |
| Кьят                                                                                    | Kyat                                                | Мьянма | MMK                                                 | 104                                                 | 2                                                   | MMR                                                 | 104                                                 | —                                                   | MMK                                                 | ¤                                                   |
| Тугрик                                                                                  | Tugrik                                              | Монголия | MNT                                                 | 496                                                 | 2                                                   | MNG                                                 | 496                                                 | (4)                                                 | MNT                                                 | U+20AE (₮)                                          |
| Патака                                                                                  | Pataca                                              | Макао | MOP                                                 | 446                                                 | 2                                                   | MAC                                                 | 446                                                 | —                                                   | MOP                                                 | ¤                                                   |
| Угия                                                                                    | Ouguiya                                             | Мавритания | MRU                                                 | 929                                                 | 2                                                   | MRT                                                 | 478                                                 | —                                                   | MRO                                                 | ¤                                                   |
| Маврикийская рупия                                                                      | Mauritius Rupee                                     | Маврикий | MUR                                                 | 480                                                 | 2                                                   | MUS                                                 | 480                                                 | —                                                   | MUR                                                 | U+20A8 (₨)                                          |
| Руфия                                                                                   | Rufiyaa                                             | Мальдивы | MVR                                                 | 462                                                 | 2                                                   | MDV                                                 | 462                                                 | —                                                   | MVR                                                 | ¤                                                   |
| Квача                                                                                   | Kwacha                                              | Малави | MWK                                                 | 454                                                 | 2                                                   | MWI                                                 | 454                                                 | —                                                   | MWK                                                 | ¤                                                   |
| Мексиканское песо                                                                       | Mexican Peso                                        | Мексика | MXN                                                 | 484                                                 | 2                                                   | MEX                                                 | 484                                                 | E43                                                 | MXN                                                 | U+0024 ($)                                          |
| Мексиканская инверсионная единица                                                       | Mexican Unidad de Inversion                         | Мексика | MXV                                                 | 979                                                 | 2                                                   | MEX                                                 | 484                                                 | —                                                   | MXV                                                 | ¤                                                   |
| Малайзийский ринггит                                                                    | Malaysian Ringgit                                   | Малайзия | MYR                                                 | 458                                                 | 2                                                   | MYS                                                 | 458                                                 | A36                                                 | MYR                                                 | ¤                                                   |
| Мозамбикский метикал                                                                    | Mozambique Metical                                  | Мозамбик | MZN                                                 | 943                                                 | 2                                                   | MOZ                                                 | 508                                                 | —                                                   | MZN                                                 | ¤                                                   |
| Доллар Намибии                                                                          | Namibia Dollar                                      | Намибия | NAD                                                 | 516                                                 | 2                                                   | NAM                                                 | 516                                                 | —                                                   | NAD                                                 | U+0024 ($)                                          |
| Найра                                                                                   | Naira                                               | Нигерия | NGN                                                 | 566                                                 | 2                                                   | NGA                                                 | 566                                                 | —                                                   | NGN                                                 | U+20A4 (₦)                                          |
| Золотая кордоба                                                                         | Cordoba Oro                                         | Никарагуа | NIO                                                 | 558                                                 | 2                                                   | NIC                                                 | 558                                                 | —                                                   | NIO                                                 | ¤                                                   |
| Норвежская крона                                                                        | Norwegian Krone                                     | Норвегия; Буве; Шпицберген и Ян-Майен | NOK                                                 | 578                                                 | 2                                                   | NOR                                                 | 578                                                 | —                                                   | NOK                                                 | ¤                                                   |
| Непальская рупия                                                                        | Nepalese Rupee                                      | Непал | NPR                                                 | 524                                                 | 2                                                   | NPL                                                 | 524                                                 | —                                                   | NPR                                                 | U+20A8 (₨)                                          |
| Новозеландский доллар                                                                   | New Zealand Dollar                                  | Новая Зеландия; Ниуэ; Острова Кука; Острова Питкэрн; Токелау | NZD                                                 | 554                                                 | 2                                                   | NZL                                                 | 554                                                 | —                                                   | NZD                                                 | U+0024 ($)                                          |
| Оманский риал                                                                           | Rial Omani                                          | Оман | OMR                                                 | 512                                                 | 3                                                   | OMN                                                 | 512                                                 | —                                                   | OMR                                                 | U+FDFC (﷼)                                          |
| Бальбоа                                                                                 | Balboa                                              | Панама | PAB                                                 | 590                                                 | 2                                                   | PAN                                                 | 591                                                 | —                                                   | PAB                                                 | ¤                                                   |
| Соль                                                                                    | Sol                                                 | Перу | PEN                                                 | 604                                                 | 2                                                   | PER                                                 | 604                                                 | —                                                   | PEN                                                 | ¤                                                   |
| Кина                                                                                    | Kina                                                | Папуа — Новая Гвинея | PGK                                                 | 598                                                 | 2                                                   | PNG                                                 | 598                                                 | —                                                   | PGK                                                 | ¤                                                   |
| Филиппинское песо                                                                       | Philippine Peso                                     | Филиппины | PHP                                                 | 608                                                 | 2                                                   | PHL                                                 | 608                                                 | —                                                   | PHP                                                 | U+20B1 (₱)                                          |
| Пакистанская рупия                                                                      | Pakistan Rupee                                      | Пакистан | PKR                                                 | 586                                                 | 2                                                   | PAK                                                 | 586                                                 | (2)                                                 | PKR                                                 | U+20A8 (₨)                                          |
| Злотый                                                                                  | Zloty                                               | Польша | PLN                                                 | 985                                                 | 2                                                   | POL                                                 | 616                                                 | (3)                                                 | PLN                                                 | ¤                                                   |
| Гуарани                                                                                 | Guarani                                             | Парагвай | PYG                                                 | 600                                                 | 0                                                   | PRY                                                 | 600                                                 | —                                                   | PYG                                                 | U+20B2 (₲)                                          |
| Катарский риал                                                                          | Qatari Rial                                         | Катар | QAR                                                 | 634                                                 | 2                                                   | QAT                                                 | 634                                                 | —                                                   | QAR                                                 | U+FDFC (﷼)                                          |
| Новый румынский лей                                                                     | Romanian Leu                                        | Румыния | RON                                                 | 946                                                 | 2                                                   | ROU                                                 | 642                                                 | (2)                                                 | ROL                                                 | ¤                                                   |
| Сербский динар                                                                          | Serbian Dinar                                       | Сербия | RSD                                                 | 941                                                 | 2                                                   | SRB                                                 | 688                                                 | —                                                   | —                                                   | ¤                                                   |
| Российский рубль                                                                        | Russian Ruble                                       | Россия | RUB                                                 | 643                                                 | 2                                                   | RUS                                                 | 643                                                 | —                                                   | RUB                                                 | U+20BD (₽)                                          |
| Франк Руанды                                                                            | Rwanda Franc                                        | Руанда | RWF                                                 | 646                                                 | 0                                                   | RWA                                                 | 646                                                 | —                                                   | RWF                                                 | ¤                                                   |
| Саудовский риял                                                                         | Saudi Riyal                                         | Саудовская Аравия | SAR                                                 | 682                                                 | 2                                                   | SAU                                                 | 682                                                 | —                                                   | SAR                                                 | ¤                                                   |
| Доллар Соломоновых Островов                                                             | Solomon Islands Dollar                              | Соломоновы Острова | SBD                                                 | 090                                                 | 2                                                   | SLB                                                 | 090                                                 | —                                                   | SBD                                                 | U+0024 ($)                                          |
| Сейшельская рупия                                                                       | Seychelles Rupee                                    | Сейшельские Острова | SCR                                                 | 690                                                 | 2                                                   | SYC                                                 | 690                                                 | —                                                   | SCR                                                 | U+20A8 (₨)                                          |
| Суданский фунт                                                                          | Sudanese Pound                                      | Судан | SDG                                                 | 938                                                 | 2                                                   | SDN                                                 | 729                                                 | (2)                                                 | —                                                   | U+00A3 (£)                                          |
| Шведская крона                                                                          | Swedish Krona                                       | Швеция | SEK                                                 | 752                                                 | 2                                                   | SWE                                                 | 752                                                 | B07                                                 | SEK                                                 | ¤                                                   |
| Сингапурский доллар                                                                     | Singapore Dollar                                    | Сингапур | SGD                                                 | 702                                                 | 2                                                   | SGP                                                 | 702                                                 | —                                                   | SGD                                                 | U+0024 ($)                                          |
| Фунт Святой Елены                                                                       | Saint Helena Pound                                  | Острова Святой Елены, Вознесения и Тристан-да-Кунья | SHP                                                 | 654                                                 | 2                                                   | SHN                                                 | 654                                                 | —                                                   | SHP                                                 | U+00A3 (£)                                          |
| Леоне                                                                                   | Leone                                               | Сьерра-Леоне | SLL                                                 | 694                                                 | 2                                                   | SLE                                                 | 694                                                 | —                                                   | SLL                                                 | ¤                                                   |
| Сомалийский шиллинг                                                                     | Somali Shilling                                     | Сомали | SOS                                                 | 706                                                 | 2                                                   | SOM                                                 | 706                                                 | —                                                   | SON                                                 | ¤                                                   |
| Суринамский доллар                                                                      | Surinam Dollar                                      | Суринам | SRD                                                 | 968                                                 | 2                                                   | SUR                                                 | 740                                                 | —                                                   | SRD                                                 | U+0024 ($)                                          |
| Южносуданский фунт                                                                      | South Sudanese Pound                                | Южный Судан | SSP                                                 | 728                                                 | 2                                                   | SSD                                                 | 728                                                 | —                                                   | —                                                   | U+00A3 (£)                                          |
| Добра                                                                                   | Dobra                                               | Сан-Томе и Принсипи | STN                                                 | 930                                                 | 2                                                   | STP                                                 | 678                                                 | —                                                   | STD                                                 | ¤                                                   |
| Сальвадорский колон                                                                     | El Salvador Colon                                   | Сальвадор | SVC                                                 | 222                                                 | 2                                                   | SLV                                                 | 222                                                 | —                                                   | SVC                                                 | U+20A1 (₡)                                          |
| Сирийский фунт                                                                          | Syrian Pound                                        | Сирия | SYP                                                 | 760                                                 | 2                                                   | SYR                                                 | 760                                                 | —                                                   | SYP                                                 | U+00A3 (£)                                          |
| Лилангени                                                                               | Lilangeni                                           | Свазиленд | SZL                                                 | 748                                                 | 2                                                   | SWZ                                                 | 748                                                 | —                                                   | SZL                                                 | ¤                                                   |
| Бат                                                                                     | Baht                                                | Таиланд | THB                                                 | 764                                                 | 2                                                   | THA                                                 | 764                                                 | B70                                                 | THB                                                 | U+0E3F (฿)                                          |
| Сомони                                                                                  | Somoni                                              | Таджикистан | TJS                                                 | 972                                                 | 2                                                   | TJK                                                 | 762                                                 | —                                                   | TJS                                                 | ¤                                                   |
| Новый туркменский манат                                                                 | Turkmenistan New Manat                              | Туркменистан | TMT                                                 | 934                                                 | 2                                                   | TKM                                                 | 795                                                 | —                                                   | TMM                                                 | ¤                                                   |
| Тунисский динар                                                                         | Tunisian Dinar                                      | Тунис | TND                                                 | 788                                                 | 3                                                   | TUN                                                 | 788                                                 | B76                                                 | TND                                                 | ¤                                                   |
| Паанга                                                                                  | Pa’anga                                             | Тонга | TOP                                                 | 776                                                 | 2                                                   | TON                                                 | 776                                                 | —                                                   | TOP                                                 | ¤                                                   |
| Турецкая лира                                                                           | Turkish Lira                                        | Турция | TRY                                                 | 949                                                 | 2                                                   | TUR                                                 | 792                                                 | A13                                                 | TRL                                                 | U+20BA (₺)                                          |
| Доллар Тринидада и Тобаго                                                               | Trinidad and Tobago Dollar                          | Тринидад и Тобаго | TTD                                                 | 780                                                 | 2                                                   | TTO                                                 | 780                                                 | —                                                   | TTD                                                 | U+0024 ($)                                          |
| Новый тайваньский доллар                                                                | New Taiwan Dollar                                   | Тайвань | TWD                                                 | 901                                                 | 2                                                   | TWN                                                 | 158                                                 | —                                                   | TWD                                                 | U+0024 ($)                                          |
| Танзанийский шиллинг                                                                    | Tanzanian Shilling                                  | Танзания | TZS                                                 | 834                                                 | 2                                                   | TZA                                                 | 834                                                 | —                                                   | TZS                                                 | ¤                                                   |
| Гривна                                                                                  | Hryvnia                                             | Украина | UAH                                                 | 980                                                 | 2                                                   | UKR                                                 | 804                                                 | —                                                   | UAH                                                 | U+20B4 (₴)                                          |
| Угандийский шиллинг                                                                     | Uganda Shilling                                     | Уганда | UGX                                                 | 800                                                 | 2                                                   | UGA                                                 | 800                                                 | —                                                   | UGX                                                 | ¤                                                   |
| Доллар США                                                                              | US Dollar                                           | США; Американское Самоа; Бонайре; Синт-Эстатиус; Саба; Британская территория в Индийском океане; Британские Виргинские острова; Американские Виргинские острова; Восточный Тимор; Гаити; Гуам; Внешние малые острова США; Маршалловы Острова; Микронезия; Теркс и Кайкос; Палау; Панама; Пуэрто-Рико; Сальвадор; Северные Марианские острова; Эквадор                                                                    | USD                                                 | 840                                                 | 2                                                   | USA                                                 | 840                                                 | (119)                                               | USD                                                 | U+0024 ($)                                          |
| Доллар следующего дня                                                                   | US Dollar (Next day)                                | США | USN                                                 | 997                                                 | 2                                                   | USA                                                 | 840                                                 | —                                                   | USDN                                                | U+0024 ($)                                          |
| Доллар того же дня                                                                      | US Dollar (Same day)                                | США | USS                                                 | 998                                                 | 2                                                   | USA                                                 | 840                                                 | —                                                   | USDS                                                | U+0024 ($)                                          |
| Уругвайское песо в индексированных единицах                                             | Urguguay Peso en Unidades Indexadas                 | Уругвай | UYI                                                 | 940                                                 | 0                                                   | URY                                                 | 858                                                 | —                                                   | —                                                   | U+0024 ($)                                          |
| Уругвайское песо                                                                        | Peso Uruguayo                                       | Уругвай | UYU                                                 | 858                                                 | 2                                                   | URY                                                 | 858                                                 | —                                                   | UYU                                                 | U+0024 ($)                                          |
| Узбекский сум                                                                           | Uzbekistan Sum                                      | Узбекистан | UZS                                                 | 860                                                 | 2                                                   | UZB                                                 | 860                                                 | —                                                   | UZS                                                 | ¤                                                   |
| Боливар фуэрте                                                                          | Bolivar                                             | Венесуэла | VEF                                                 | 937                                                 | 2                                                   | VEN                                                 | 862                                                 | —                                                   | VEF                                                 | ¤                                                   |
| Донг                                                                                    | Dong                                                | Вьетнам | VND                                                 | 704                                                 | 0                                                   | VNM                                                 | 704                                                 | (2)                                                 | VND                                                 | U+20AB (₫)                                          |
| Вату                                                                                    | Vatu                                                | Вануату | VUV                                                 | 548                                                 | 0                                                   | VUT                                                 | 548                                                 | —                                                   | VUV                                                 | ¤                                                   |
| Тала                                                                                    | Tala                                                | Самоа | WST                                                 | 882                                                 | 2                                                   | WSM                                                 | 882                                                 | —                                                   | WST                                                 | ¤                                                   |
| Франк КФА BEAC                                                                          | CFA Franc BEAC                                      | Габон; Камерун; Республика Конго; Центральноафриканская Республика; Чад; Экваториальная Гвинея | XAF                                                 | 950                                                 | 0                                                   | —                                                   | —                                                   | (2)                                                 | XAF                                                 | ¤                                                   |
| Серебро (тройская унция)                                                                | Silver                                              | — | XAG                                                 | 961                                                 | N.A.                                                | —                                                   | —                                                   | (A91)                                               | —                                                   | ¤                                                   |
| Золото (тройская унция)                                                                 | Gold                                                | — | XAU                                                 | 959                                                 | N.A.                                                | —                                                   | —                                                   | (A90)                                               | —                                                   | ¤                                                   |
| Европейская составная единица EURCO                                                     | European Composite Unit (EURCO)                     | Европейские сообщества | XBA                                                 | 955                                                 | N.A.                                                | —                                                   | —                                                   | —                                                   | XBA                                                 | ¤                                                   |
| Европейская валютная единица EMU-6                                                      | European Monetary Unit (E.M.U.-6)                   | Европейские сообщества | XBB                                                 | 956                                                 | N.A.                                                | —                                                   | —                                                   | —                                                   | XBB                                                 | ¤                                                   |
| Европейская расчётная единица EUA-9                                                     | European Unit of Account 9 (E.U.A.-9)               | Европейские сообщества | XBC                                                 | 957                                                 | N.A.                                                | —                                                   | —                                                   | —                                                   | XBC                                                 | ¤                                                   |
| Европейская расчётная единица EUA-17                                                    | European Unit of Account 17 (E.U.A.-17)             | Европейские сообщества | XBD                                                 | 958                                                 | N.A.                                                | —                                                   | —                                                   | —                                                   | XBD                                                 | ¤                                                   |
| Восточно-карибский доллар                                                               | East Caribbean Dollar                               | Ангилья; Антигуа и Барбуда; Гренада; Доминика; Монтсеррат; Сент-Винсент и Гренадины; Сент-Китс и Невис; Сент-Люсия | XCD                                                 | 951                                                 | 2                                                   | —                                                   | —                                                   | —                                                   | XCD                                                 | U+0024 ($)                                          |
| СДР (специальные права заимствования)                                                   | SDR (Special Drawing Right)                         | Международный валютный фонд | XDR                                                 | 960                                                 | N.A.                                                | —                                                   | —                                                   | —                                                   | XDR                                                 | ¤                                                   |
| Франк UIC                                                                               | UIC-Franc                                           | Международный союз железных дорог (Франция) | XFU                                                 | —                                                   | N.A.                                                | —                                                   | —                                                   | —                                                   | XFU                                                 | ¤                                                   |
| Франк КФА BCEAO                                                                         | CFA Franc BCEAO                                     | Бенин; Буркина-Фасо; Гвинея-Бисау; Кот-д’Ивуар; Мали; Нигер; Сенегал; Того | XOF                                                 | 952                                                 | 0                                                   | —                                                   | —                                                   | —                                                   | XOF                                                 | ¤                                                   |
| Палладий (тройская унция)                                                               | Palladium                                           | — | XPD                                                 | 964                                                 | N.A.                                                | —                                                   | —                                                   | (A34)                                               | —                                                   | ¤                                                   |
| Франк КФП                                                                               | CFP Franc                                           | Французская Полинезия; Новая Каледония; Уоллис и Футуна | XPF                                                 | 953                                                 | 0                                                   | —                                                   | —                                                   | —                                                   | XPF                                                 | ¤                                                   |
| Платина (тройская унция)                                                                | Platinum                                            | — | XPT                                                 | 962                                                 | N.A.                                                | —                                                   | —                                                   | (A92)                                               | —                                                   | ¤                                                   |
| Сукре                                                                                   | Sucre                                               | Единая система региональных взаиморасчётов | XSU                                                 | 994                                                 | N.A.                                                | —                                                   | —                                                   | —                                                   | —                                                   | ¤                                                   |
| Тестовый код                                                                            | Testing Code                                        | — | XTS                                                 | 963                                                 | N.A.                                                | —                                                   | —                                                   | —                                                   | —                                                   | ¤                                                   |
| Расчётная единица ADB                                                                   | ADB Unit of Account                                 | Африканский банк развития | XUA                                                 | 965                                                 | N.A.                                                | —                                                   | —                                                   | —                                                   | —                                                   | ¤                                                   |
| Без валюты                                                                              | No Currency                                         | — | XXX                                                 | 999                                                 | N.A.                                                | —                                                   | —                                                   | —                                                   | —                                                   | —                                                   |
| Йеменский риал                                                                          | Yemeni Rial                                         | Йемен | YER                                                 | 886                                                 | 2                                                   | YEM                                                 | 887                                                 | (2)                                                 | YER                                                 | U+FDFC (﷼)                                          |
| Рэнд                                                                                    | Rand                                                | Лесото; Намибия; Южная Африка | ZAR                                                 | 710                                                 | 2                                                   | ZAF                                                 | 710                                                 | —                                                   | ZAR                                                 | ¤                                                   |
| Замбийская квача                                                                        | Zambian Kwacha                                      | Замбия | ZMW                                                 | 967                                                 | 2                                                   | ZMB                                                 | 894                                                 | —                                                   | ZMK                                                 | ¤                                                   |
| Доллар Зимбабве                                                                         | Zimbabwe Dollar                                     | Зимбабве | ZWL                                                 | 932                                                 | 2                                                   | ZWE                                                 | 716                                                 | —                                                   | ZWD                                                 | U+0024 ($)                                          |
| Существующие валюты, дополнительно включённые в справочные материалы Европейского союза |                                                     | |                                                     |                                                     |                                                     |                                                     |                                                     |                                                     |                                                     |                                                     |
| Гернсийский фунт                                                                        | Guernsey pound                                      | Гернси | GGP                                                 | —                                                   | 2                                                   | GGY                                                 | 831                                                 | —                                                   | GGP                                                 | U+00A3 (£)                                          |
| Фунты Острова Мэн                                                                       | Manx pound                                          | Остров Мэн | IMP                                                 | —                                                   | 2                                                   | IMN                                                 | 833                                                 | B91                                                 | IMP                                                 | U+00A3 (£)                                          |
| Джерсийский фунт                                                                        | Jersey pound                                        | Джерси | JEP                                                 | —                                                   | 2                                                   | JEY                                                 | 832                                                 | —                                                   | JEP                                                 | U+00A3 (£)                                          |
| Существующие валюты и валютные ценности, включённые в ККВ или в классификатор Тейлора   |                                                     | |                                                     |                                                     |                                                     |                                                     |                                                     |                                                     |                                                     |                                                     |
| Доллар Островов Кука                                                                    | Cook Islands Dollar                                 | Острова Кука | —                                                   | —                                                   | 2                                                   | COK                                                 | 184                                                 | —                                                   | CKD                                                 | U+0024 ($)                                          |
| Кубинский обменный сертификат                                                           | Cuban Foreign Exchange Certificates                 | Куба | —                                                   | —                                                   | ?                                                   | CUB                                                 | 192                                                 | —                                                   | CUX                                                 | ¤                                                   |
| Фарерские кроны                                                                         | Faeroe Islands Kronur                               | Фарерские острова | —                                                   | —                                                   | 2 (?)                                               | FRO                                                 | 234                                                 | (A11)                                               | FOK                                                 | ¤                                                   |
| Североирландский фунт                                                                   | Northern Irish Pound                                | Северная Ирландия | —                                                   | —                                                   | 2                                                   | —                                                   | —                                                   | —                                                   | IBP                                                 | U+00A3 (£)                                          |
| Доллар Кирибати                                                                         | Kiribati Dollar                                     | Кирибати | —                                                   | —                                                   | 2                                                   | KIR                                                 | 296                                                 | —                                                   | KID                                                 | U+0024 ($)                                          |
| Лихтенштейнский франк                                                                   | Liechtenstein Franc                                 | Лихтенштейн | —                                                   | —                                                   | 2 (?)                                               | LIE                                                 | 438                                                 | —                                                   | LIF                                                 | ¤                                                   |
| Доллар Маршалловых островов                                                             | Marshall Islands Dollar                             | Маршалловы Острова | —                                                   | —                                                   | 2 (?)                                               | MHL                                                 | 584                                                 | —                                                   | MHD                                                 | U+0024 ($)                                          |
| Мьянманский обменный сертификат                                                         | Myanmark Dollar Foreign Exchange Certificates       | Мьянма | —                                                   | —                                                   | 2                                                   | MMR                                                 | 104                                                 | —                                                   | MMX                                                 | ¤                                                   |
| Приднестровский рубль                                                                   | Transnistrian New Ruble                             | Приднестровье | —                                                   | —                                                   | 2                                                   | —                                                   | —                                                   | —                                                   | PDN                                                 | ¤                                                   |
| Сомалилендский шиллинг                                                                  | Somaliland Shilling                                 | Сомалиленд | —                                                   | —                                                   | 2                                                   | —                                                   | —                                                   | —                                                   | SQS                                                 | ¤                                                   |
| Шотландские фунты                                                                       | Scotland Pound                                      | Шотландия | —                                                   | —                                                   | 2                                                   | —                                                   | —                                                   | A10                                                 | SSP                                                 | U+00A3 (£)                                          |
| Крона Теркса и Кайкоса                                                                  | Turks and Caicos Crown                              | Теркс и Кайкос | —                                                   | —                                                   | 2 (?)                                               | TCA                                                 | 796                                                 | —                                                   | TCC                                                 | ¤                                                   |
| Доллар Тувалу                                                                           | Tuvalu Dollar                                       | Тувалу | —                                                   | —                                                   | 2                                                   | TUV                                                 | 798                                                 | —                                                   | TVD                                                 | U+0024 ($)                                          |
| Британский виргинский доллар                                                            | British Virgin Islands Dollar                       | Британские Виргинские острова | —                                                   | —                                                   | 2                                                   | VGB                                                 | 092                                                 | —                                                   | VGD                                                 | U+0024 ($)                                          |
| Азиатский расчётный динар                                                               | Asian Dinar Unit of Account                         | (?) | —                                                   | —                                                   | N.A.                                                | —                                                   | —                                                   | —                                                   | XAD                                                 | ¤                                                   |
| Азиатская валютная единица                                                              | Asian Monetary Unit                                 | Азиатская зона свободной торговли | —                                                   | —                                                   | N.A.                                                | —                                                   | —                                                   | —                                                   | XAM                                                 | ¤                                                   |
| Исламский динар                                                                         | Islamic Dinar                                       | Исламский банк развития | —                                                   | —                                                   | 0                                                   | —                                                   | —                                                   | —                                                   | XID                                                 | ¤                                                   |
| Серебро в условной оценке                                                               | —                                                   | — | —                                                   | —                                                   | —                                                   | —                                                   | —                                                   | A20                                                 | —                                                   | ¤                                                   |
| Родий в граммах                                                                         | —                                                   | — | —                                                   | —                                                   | —                                                   | —                                                   | —                                                   | A30                                                 | —                                                   | ¤                                                   |
| Родий в тройских унциях                                                                 | —                                                   | — | —                                                   | —                                                   | —                                                   | —                                                   | —                                                   | A31                                                 | —                                                   | ¤                                                   |
| Палладий в граммах                                                                      | —                                                   | — | —                                                   | —                                                   | —                                                   | —                                                   | —                                                   | A33                                                 | —                                                   | ¤                                                   |
| Платина в граммах                                                                       | —                                                   | — | —                                                   | —                                                   | —                                                   | —                                                   | —                                                   | A76                                                 | —                                                   | ¤                                                   |
| Золото в граммах                                                                        | —                                                   | — | —                                                   | —                                                   | —                                                   | —                                                   | —                                                   | A98                                                 | —                                                   | ¤                                                   |
| Серебро в граммах                                                                       | —                                                   | — | —                                                   | —                                                   | —                                                   | —                                                   | —                                                   | A99                                                 | —                                                   | ¤                                                   |
| Ювелирные изделия                                                                       | —                                                   | — | —                                                   | —                                                   | —                                                   | —                                                   | —                                                   | B69                                                 | —                                                   | ¤                                                   |
| Золото в условной оценке                                                                | —                                                   | — | —                                                   | —                                                   | —                                                   | —                                                   | —                                                   | B98                                                 | —                                                   | ¤                                                   |
| Драгоценные камни                                                                       | —                                                   | — | —                                                   | —                                                   | —                                                   | —                                                   | —                                                   | B99                                                 | —                                                   | ¤                                                   |

Расхождения между ISO 4217 и ОКВ с точки зрения указания стран, использующих те или иные валюты:
1. 1 2 3 4 5 6  Государство (территория) не упоминается в ОКВ
2. ↑  Согласно ISO 4217, не включена в список стран, использующих евро; согласно ОКВ — включена

## Особенности отдельных классификаторов

### Мировой стандартISO 4217
|                                                                   |  |
| Котировки валют — характерный пример использования кодов ISO 4217 |  |

ISO 4217 был утверждён Международной организацией по стандартизации (ISO) в 1978 году и в настоящее время входит в шорт-лист восьми наиболее востребованных и в тройку наиболее продвигаемых самой ISO стандартов.
В оригинале стандарт публикуется на английском и французском языках. Официальный, авторизованный Международной организацией по стандартизации перевод на русский и другие языки мира не осуществляется. Однако на основе ISO 4217 разрабатываются национальные стандарты — например, Общероссийский классификатор валют или украинский Классификатор валют (укр. Класифікація валют). В ряде стран применяется непосредственно ISO 4217, во всех остальных случаях он является только рекомендацией для стран-участниц ISO, а не обязательным к исполнению документом.
Область применения ISO 4217 — «для использования в документах и сообщениях, относящихся к международным торговым сделкам… при любых торговых, банковских или административных операциях, в которых названия валют или фондов должны быть указаны в виде кода».
Характерными отличиями ISO 4217 являются наличие таблицы, посвящённой кодам валют, которые вышли из обращения после 1978 года (после первой публикации стандарта), а также данных о разменных (производных, дробных) денежных единицах.
В Европейском союзе (ЕС) стандарт ISO 4217 является документом прямого действия. При этом регламент его использования дополнен рядом справочных материалов:
- краткими и полными наименованиями стран-эмитентов;
- наименованиями дробных денежных единиц, включая вышедших из обращения;
- наименованиями валют и их производных как в единственном числе, так и во множественном.

Кроме того, классификатор ЕС дополнен кодами ещё трёх денежных единиц, которые не включены в ISO 4217, — гернсийского, джерсийского и мэнского фунтов. Их коды построены по принципам ISO:
- GGP — гернсийский фунт (GG — код Гернси в стандарте ISO 3166-1; P — первая буква в наименовании валюты, англ. pound);
- JEP — джерсийский фунт (JE — Джерси);
- IMP — фунт Острова Мэн (IM — Остров Мэн).

Наконец, на сайте EC стандарт опубликован на 23 языках, включая английский и французский; перевода на русский язык нет, поскольку ни одно государство, использующее русский в качестве официального, в Евросоюз не входит.

### Мировой стандартISO 6166(ISIN)
Ещё один мировой стандарт — ISO 6166, в соответствии с которым разрабатываются 12-разрядные буквенно-цифровые коды ISIN (от англ. International Securities Identification Number — международный идентификационный код ценной бумаги). Они используются для идентификации прежде всего ценных бумаг, однако иногда присваиваются валютам и даже их производным, например:
- RU000A0G9HE0 — российский рубль[47];
- KZ0009657417 — казахстанский тенге[48];
- BRBCBRBRL016 — бразильский реал[49];
- BRBCBRBRL032 — бразильский цент (сентаво, 1⁄100 реала)[50].

Префикс из двух букв соответствуют коду государства, где расположен эмитент ценной бумаги или денежной единицы, в стандарте ISO 3166-1, символы с третьего по одиннадцатый являются национальным идентификатором ценной бумаги или валюты (англ. National Securities Identifying Number, NSIN; эти коды в соответствии со стандартом присваивают уполномоченные национальные нумерующие агентства), последний символ служит проверочным числом. В сравнении с ISO 4217 основная сфера применения этих кодов намного уже — биржевые операции, их учёт, расчёты и клиринг по ним. Валюты в данном случае рассматриваются исключительно в качестве объекта биржевой торговли.

### Мировой стандартISO 10962(CFI)
Коды ISIN не содержат информации, характеризующей финансовый инструмент (тип, форма выпуска, особенности обращения, погашения, другие существенные сведения), и служат лишь для однозначной идентификации конкретных ценных бумаг. Эти данные представлены в кодах CFI (от англ. Classification of Financial Instruments — классификация финансовых инструментов), правила присвоения которых регулируются стандартом ISO 10962. CFI представляет собой 6-разрядный код, состоящий из букв латиницы, где I разряд указывает на категорию ценной бумаги (стандарт выделяет шесть основных типов финансовых инструментов), II разряд конкретизирует группу внутри категории, разряды III—VI указывают на наиболее существенные характеристики финансового инструмента. Таким образом, коды CFI не являются уникальными, но существенно дополняют и, как правило, используются вместе с кодами ISIN.
Валютам в соответствии со стандартом ISO 10962 присваивается код MRCXXX, характеризующий их в качестве отдельного типа объектов биржевой торговли:
- M — Категория «Разное (Прочее)» (англ. Miscellaneous (Others));
- R — Группа «Референтные (справочные) инструменты» (англ. Referential Instruments);
- C — Подгруппа «Валюты» (англ. Currencies), включая также прямые и кросс-курсы валют.

Помимо валют, в группе MR также выделяются:
- T — «Товары» (англ. Commodities);
- R — «Процентные ставки» (англ. Interest Rates);
- I — «Индексы» (англ. Indices).

По состоянию на начало 2012 года Национальный расчётный депозитарий, уполномоченное российское нумерующие агентство, присвоило код MRCXXX двум финансовым инструментам: российскому рублю и кросс-курсу рубля к евро (ISIN — RU0001458465).

### Мировой стандартISO 10646(Unicode, Юникод)
|                                                                            |  |
| Знак доллара с двумя и с одним вертикальным штрихом на упаковках для денег |  |

Помимо кодов наименования валют могут быть кратко представлены сокращениями (аббревиатурами) или специальными знаками (символами). Международным стандартом, который регламентирует использование таких знаков, в частности, при разработке шрифтов, является Юникод (его ранние версии синхронизированы со стандартом ISO 10646). Коды стандарта — четырёх- или пятизначная последовательность букв и цифр, где первые три (для пятизначных кодов — четыре) символа указывают на колонку кодовой таблицы, а последний — на строку. Таким образом, код в целом является номером конкретной ячейки в кодовой таблице, которой и соответствует конкретный символ. Кроме того, впереди кода добавляется префикс U+, указывающий на то, что это код именно стандарта Юникод.
Однако если коды ISO 4217 или ISO 6166 имеют однозначные соответствия с наименованиями валют, то их символы, включённые в Юникод, во многих случаях многозначны. В частности, символ $ может быть одновременно использован для обозначения около сорока существующих валют, которые называются долларами, песо, эскудо и т. д. Кроме того, в части знаков валют Юникод по сути фиксирует лишь соответствие конкретного кода названию графемы (Dollar Sign, Hrivnia Sign и т. д.), но не её внешнему виду. Конкретное начертание — задача разработчиков шрифтов. Так, в зависимости от использованного шрифта символ доллара может быть представлен как с двумя вертикальными черточками, так и с одной. При этом и тому, и другому символу соответствует одна позиция Юникода — U+0024. Напротив, символам лиры (₤) и фунта (£) соответствуют разные позиции — соответственно U+20A4 и U+00A3. При этом и тот, и другой могут быть представлены как с одной горизонтальной чертой, так и с двумя. Коды ISO 4217, являясь набором заглавных (реже строчных) букв базовой латиницы, безразличны к шрифту, использованному для их вывода.
Также в Юникоде есть три символа разменных денежных единиц:
- ₰ (U+20B0) — пфенниг (вышедшая из обращения 1⁄100 немецкой марки);
- ¢ (U+00A2) — цент (1⁄100 доллара);
- ₥ (U+20A5) — милль (1⁄1000 доллара).

### Национальные стандарты:ОКВ,УКВ
Общероссийский классификатор валют (ОКВ) был разработан ВНИИ классификации, терминологии и информации по стандартизации и качеству (ВНИИКИ) и Центральным банком Российской Федерации и впервые опубликован в 1994 году (ОКВ:1994), заменив Общесоюзный классификатор валют (ОКВ:1984). В 2000 году была утверждена вторая редакция стандарта (ОКВ:2000). Обе редакции почти в точности повторяют основную таблицу ISO 4217 по валютам, находящимся в обращении, но не содержат информации о наличии у валюты разменных денежных единиц, а также о некоторых валютных фондов (например, редакция 2000 года — кодов доллара следующего дня, сукре, расчётных единиц Европейского союза) и валютных ценностях (например, кодов золота, серебра и других драгоценных металлов).
Область применения ОКВ — «для использования при прогнозировании внешних экономических связей, учёте валютных поступлений и платежей, бухгалтерском и статистическом учёте, оперативной отчётности по операциям, связанным с международными расчётами, контроле за соблюдением договорной и платёжной дисциплины» на территории Российской Федерации.
Украина также является страной, где ISO 4217 не является документом прямого действия, и на его основе разрабатывается локальный национальный Классификатор валют (укр. Класифікація валют). При этом в сравнении с российской локализацией украинская является более качественной. В частности, украинский стандарт так же не содержит данных о разменных (дробных) денежных единицах, но в нём более полно представлены валюты и валютные ценности, упомянутые в ISO 4217, приводятся наименования валют и государств на английском языке, есть дополнительная таблица кодов валют, вышедших из обращения.

### Российские отраслевые стандарты:ККВ, КВ ФНС
| |  |
| В России благородные металлы измеряются в граммах, в ISO 4217 — в тройских унциях. Слева 1 кг золота (код ККВ — A98), справа 1 унция золота (код ISO 4217 — XAU) |  |

Существует несколько преемственных редакций Классификатора клиринговых валют (ККВ). Первоначально все клиринговые валюты были включены в перечень условных цифровых обозначений валют (УЦОВ) Внешторгбанка СССР, который стал основой для разработки Общесоюзного классификатора валют (ОКВ:1984). В начале 1997 года в связи с тем, что в новый Общероссийский классификатор валют (ОКВ:1994) клиринговые денежные валюты включены не были, в рамках Государственного таможенного комитета РФ был утверждён и вскоре аннулирован отдельный Классификатор клиринговых валют (ККВ ГТК). В том же году появилась редакция Центрального банка Российской Федерации (ККВ ЦБ РФ), которая до настоящего времени используется в таможенных органах и в банковской сфере. Область применения:
- в терминологии ЦБ РФ — для «проведения единой учётной политики и обеспечения однозначной идентификации валют по межправительственным соглашениям, (клиринговых валют) в автоматизированных системах обработки банковской информации, унификации системы классификации и кодирования, используемой в банковских автоматизированных системах»[62];
- в терминологии таможенных органов — для «обеспечения функционирования таможенно-банковской системы валютного контроля за валютными операциями, связанными с перемещением товаров через таможенную границу Российской Федерации по контрактам, предусматривающим расчёты в клиринговых валютах»[63].

Характерными особенностями классификатора являются упоминание таких денежных единиц, как мэнский, шотландский фунты, фарерская крона, некоторых других локальных валют, а также благородных металлов, которые не включены в стандарт ISO 4217, а также то, что исходные наименования клиринговых валют, как правило, не меняются, даже если они вышли из обращения. В действующей редакции классификатора лишь отмечается, какой современной валюте соответствует исходная валюта учёта.
Ещё один пример отраслевого классификатора валют — Кодификатор валют Федеральной налоговой службы, который опубликован, например, в качестве приложения к Письму «Об отсутствии необходимости построчного перевода электронного авиабилета».
Позиции кодификатора ФНС состоят из следующих полей:
- Наименование валюты на русском языке, которое в ряде случаев несколько отличается от названий, используемых в Общероссийском классификаторе валют;
- Наименование валюты на английском языке, которое, как правило, повторяет название денежной единицы в стандарте ISO 4217;
- Трехбуквенный алфавитный «внутренний код» ФНС на базе кириллицы;
- Трёхбуквенный алфавитный код ISO 4217;
- Код государства, представляющий собой транскрипцию на кириллице двухбуквенных алфавитных кодов государств в стандарте ISO 3166-1.

По состоянию на 1 декабря 2009 года внутренние коды ФНС были присвоены следующим валютам:
| Наименование валюты               | Код ISO 4217 | Внутренний код ФНС |
| --------------------------------- | ------------ | ------------------ |
| Азербайджанский манат             | AZN          | АЗН                |
| Английский фунт стерлингов        | GBP          | ГБП                |
| Армянский драм                    | AMD          | АМД                |
| Белорусский рубль                 | BYN          | БЫБ                |
| Грузинский лари                   | GEL          | ГЕЛ                |
| Евро                              | EUR          | ЕВР                |
| Казахский теньге                  | KZT          | КЗТ                |
| Корейская вона                    | KRW          | КРВ                |
| Кыргызский сом                    | KGS          | КГС                |
| Латвийский лат                    | LVL          | ЛЖЛ                |
| Молдавские леи                    | MDL          | МДЛ                |
| Российский рубль                  | RUB          | РУБ                |
| Соединённых Штатов Америки доллар | USD          | ДОЛ                |
| Таджикский сомони                 | TJS          | ТЙС                |
| Туркменский манат                 | TMM          | ТРМ                |
| Узбекский сум                     | UZS          | УЗС                |
| Украинская гривна                 | UAH          | ГРН                |

### Межгосударственные стандарты:МКВ, КВТС
Являясь членом СНГ и Таможенного союза Беларуси, Казахстана и России, с одной стороны, и не применяя стандарт ISO 4217 в качестве документа прямого действия, с другой, Россия обязана придерживаться двух межгосударственных классификаторов валют, созданных в рамках указанных выше организаций, — Межгосударственного классификатора валют (МКВ) и Классификатора валют Таможенного союза (КВ ТС). Первый утверждён в апреле 1997 года Межгосударственным советом по стандартизации, метрологии и сертификации (МГС), второй — в сентябре 2010 года Комиссией Таможенного союза.
Область применения МКВ — «для использования в процессе обмена информацией при международном взаимодействии в экономической, научной, культурной, спортивной и др. областях, при прогнозировании внешних экономических связей, учёте валютных поступлений и платежей, бухгалтерском и статистическом учёте, оперативной отчётности по операциям, связанным с международными расчётами, контроле за соблюдением договорной и платёжной дисциплины» на территории СНГ. КВ ТС используется для заполнения таможенных деклараций в рамках Таможенного союза.
Оба этих классификатора идентичны ОКВ и имеют те же отличия от ISO 4217, что и российский национальный стандарт.

### Частный классификатор — Коды Тейлора
Коды Тейлора созданы по тем же принципам, что и буквенные коды ISO 4217, но призваны дополнить его некоторыми региональными, частными, историческими, переходными, временными и параллельными (наличными и безналичными, но не коллекционными) валютами, которые не попали в общемировой стандарт. Так же, как и в ISO 4217, код Тейлора состоит из двух частей:
- первая группа букв (от двух до пяти) является идентификатором эмитента валюты (две буквы, как правило, используются для существующих валют и повторяют коды alfa-2 стандарта ISO 3166-1; три буквы служат, например, для описания прекративших существование государств; четыре буквы используются для описания территорий внутри государства, пять — ещё более мелких административных образований, например, городов);
- вторая группа букв (от одной до двух) является идентификатором валюты (первая буква) и её разновидности (вторая буква).

Существует также префикс X, который, как и в ISO 4217, присваивается коллективным валютам. В кодах Тейлора также используется дефис (например, для описания выпусков коллективных валют с какими-то отличительными национальными признаками).
Таким образом, теоретически коды Тейлора могут включать от трёх до семи букв, но в действительности самыми длинными являются пятибуквенные.
| Наименование денежной единицы                         | Наименование денежной единицы                                                                                    | Код Тейлора             | Период обращения        | Расшифровка кода                                                       |
| в классификаторе Тейлора                              | на русском языке                                                                                                 | Код Тейлора             | Период обращения        | Расшифровка кода                                                       |
| Денежные единицы России                               | Денежные единицы России                                                                                          | Денежные единицы России | Денежные единицы России | Денежные единицы России                                                |
| ----------------------------------------------------- | --- | ----------------------- | ----------------------- | ---------------------------------------------------------------------- |
| Russian Imperial Ruble                                | Рубль (введён в результате денежной реформы 1755 года)                                                           | RUEI                    | 11/23/1755 — 07/01/1839 | RU — Россия, RUE — Российская империя, I — имперский рубль (?)         |
| Russian Assignatzia                                   | Ассигнационный рубль (введён в результате денежной реформы 1768—1769 годов)                                      | RUEA                    | 12/29/1768 — 06/01/1843 | RU — Россия, RUE — Российская империя, A — ассигнационный рубль        |
| Russian Empire Silver Ruble                           | Депозитный сертификат (введён в результате денежной реформы 1839—1843 годов)                                     | RUES                    | 07/01/1839 — 1914       | RU — Россия, RUE — Российская империя, S — серебряный рубль            |
| Russian Empire Paper Ruble                            | Кредитный билет (введён в результате денежной реформы 1839—1843 годов)                                           | RUEP                    | 06/01/1843 — 1914       | RU — Россия, RUE — Российская империя, P — бумажный рубль              |
| Russian Gold Ruble                                    | Золотой рубль (введён в результате денежной реформы 1895—1897 годов)                                             | RUEG                    | 1897 — 1914             | RU — Россия, RUE — Российская империя, G — золотой рубль               |
| Russian Ruble Sovnazki                                | Совзнак (один из денежных суррогатов периода Гражданской войны в России)                                         | RUFS                    | 1918 — 01/01/1922       | RU — Россия, RUF — РСФСР, S — совзнак                                  |
| North Russian Ruble                                   | Рубль Северной области («моржовки») (один из денежных суррогатов периода Гражданской войны в России)             | RUNR                    | 1919 — 1920             | RU — Россия, RUN — Северная область в составе России, R — рубль        |
| Russian Ruble of 1922                                 | Рубль РСФСР (введён в ходе денежной реформы 1922—1924 годов)                                                     | RUFR                    | 01/01/1922 — 10/22/1922 | RU — Россия, RUF — РСФСР, R — рубль                                    |
| Soviet Union Ruble of 1923                            | Рубль СССР (введён в ходе денежной реформы 1922—1924 годов)                                                      | SUB                     | 01/01/1923 — 03/07/1924 | SU — СССР, B — рубль СССР (буква B, вероятно, по аналогии с кодом RUB) |
| Soviet Union Chervonetz                               | Червонец (введён в результате денежной реформы 1922—1924 годов)                                                  | SUC                     | 12/27/1922 — 11/14/1935 | SU — СССР, C — червонец                                                |
| Soviet Union Gold Ruble                               | Рубль СССР (введён в результате денежной реформы 1922—1924 годов)                                                | SUG                     | 03/07/1924 — 12/29/1947 | SU — СССР, G — золотой рубль СССР                                      |
| Soviet Union New Ruble                                | Рубль СССР (введён в результате денежной реформы 1947 года)                                                      | SUN                     | 12/16/1947 — 12/31/1960 | SU — СССР, N — рубль СССР (буква R использована в коде SUR)            |
| Soviet Union Hard Ruble                               | Рубль СССР (введён в результате денежной реформы 1961 года)                                                      | SUR                     | 01/01/1961 — 12/25/1991 | SU — СССР, R — рубль СССР                                              |
| Russia — Tartarstan Shamil                            | Татарстанские купоны и/или татарстанские социальные чеки (один из денежных суррогатов начала 90-х годов XX века) | RUTS                    | 1992 — 1996             | RU — Россия, RUT — Татарстан в составе Российской Федерации, S — ?     |
| Russian Federation Ruble                              | Российский рубль (введён в результате денежной реформы 1992—1993 годов)                                          | RUR                     | 12/25/1991 — 12/31/1998 | RU — Российская Федерация, R — рубль                                   |
| Russian Federation New Ruble                          | Российский рубль (введён в результате деноминации 1998 года)                                                     | RUB                     | 01/01/1999 —            | RU — Российская Федерация, B — рубль (буква R использована ранее)      |
| Денежные единицы Конфедеративных Штатов Америки (КША) | |                         |                         |                                                                        |
| Confederate States Dollar                             | Доллар Конфедерации                                                                                              | CSAD                    | 06/01/1861 — 12/31/1864 | CSA — КША, D — доллар                                                  |
| Confederate States Reformed Dollar                    | Новый доллар Конфедерации                                                                                        | CSAR                    | 02/17/1864 — 1865       | CSA — КША, R — доллар (буква D использована ранее)                     |
| Confederate States — Arkansas Dollar                  | Конфедеративный доллар Арканзаса                                                                                 | CSAKD                   | 1861 — 1865             | CS — КША, AK — Арканзас, D — доллар                                    |
| Confederate States — Alabama Dollar                   | Конфедеративный доллар Алабамы                                                                                   | CSALD                   | 1861 — 1865             | CS — КША, AL — Алабама, D — доллар                                     |
| Confederates States — Florida Dollar                  | Конфедеративный доллар Флориды                                                                                   | CSFLD                   | 1861 — 1865             | CS — КША, FL — Флорида, D — доллар                                     |
| Confederate States — Georgia Dollar                   | Конфедеративный доллар Джорджии                                                                                  | CSGAD                   | 1861 — 1865             | CS — КША, GA — Джорджия, D — доллар                                    |
| Confederate States — Louisiana Dollar                 | Конфедеративный доллар Луизианы                                                                                  | CSLAD                   | 1861 — 1865             | CS — КША, LA — Луизиана, D — доллар                                    |
| Confederate States — Mississippi Dollar               | Конфедеративный доллар Миссиссиппи                                                                               | CSMSD                   | 1861 — 1865             | CS — КША, MS — Миссиссиппи, D — доллар                                 |
| Confederate States — North Carolina Dollar            | Конфедеративный доллар Северной Каролины                                                                         | CSNCD                   | 1861 — 1865             | CS — КША, NC — Северная Каролина, D — доллар                           |
| Confederate States — South Carolina Dollar            | Конфедеративный доллар Южной Каролины                                                                            | CSSCD                   | 1861 — 1865             | CS — КША, SC — Южная Каролина, D — доллар                              |
| Confederate States — Tennessee Dollar                 | Конфедеративный доллар Теннесси                                                                                  | CSTND                   | 1861 — 1865             | CS — КША, TN — Теннесси, D — доллар                                    |
| Confederate States — Texas Dollar                     | Конфедеративный доллар Техаса                                                                                    | CSTXD                   | 1861 — 1865             | CS — КША, TX — Техас, D — доллар                                       |
| Денежные единицы США                                  | |                         |                         |                                                                        |
| United States Dollar                                  | Доллар США | USD                     | 04/04/1792 —            | US — США, D — доллар                                                   |
| United States Dollar (Next Day)                       | Доллар следующего дня                                                                                            | USDN (USN)              | 1970 —                  | US — США, D — доллар, N — следующий день                               |
| United States Dollar (Same Day)                       | Доллар того же дня                                                                                               | USDS (USS)              | 1970 —                  | US — США, D — доллар, S — тот же день                                  |

## Сравнительная таблица стандартов
В данном разделе в сравнительном виде представлены данные о классификаторах валют, актуальных (в форме рекомендации, как ISO 4217, или документа прямого действия, как ОКВ) или бывших актуальными для Российской Федерации. Стандарты расположены в порядке убывания даты их последнего обновления.
| Стандарт (классификатор)               | Издатель стандарта                     | Тип стандарта                          | Стран-пользователей стандарта          | Язык стандарта                         | Тип кода валюты | Тип кода валюты | Дробные единицы | Территория обращения валюты | Исторические валюты | Основные даты | Основные даты | Основные даты                          | Основные даты                          |
| Стандарт (классификатор)               | Издатель стандарта                     | Тип стандарта                          | Стран-пользователей стандарта          | Язык стандарта                         | буквенный | цифровой | Дробные единицы | Территория обращения валюты | Исторические валюты | Утверждён | Вступил в силу | Последнее обновление                   | Утратил силу                           |
| Действующие стандарты и классификаторы | Действующие стандарты и классификаторы | Действующие стандарты и классификаторы | Действующие стандарты и классификаторы | Действующие стандарты и классификаторы | Действующие стандарты и классификаторы | Действующие стандарты и классификаторы | Действующие стандарты и классификаторы | Действующие стандарты и классификаторы | Действующие стандарты и классификаторы | Действующие стандарты и классификаторы | Действующие стандарты и классификаторы | Действующие стандарты и классификаторы | Действующие стандарты и классификаторы |
| -------------------------------------- | -------------------------------------- | -------------------------------------- | -------------------------------------- | -------------------------------------- | --- | --- | --- | --- | --- | --- | --- | -------------------------------------- | -------------------------------------- |
| ISO 4217:2008                          | ISO                                    | Мировой                                | 163                                    | Английский, французский                | зелёная ✓ | зелёная ✓ | зелёная ✓ | зелёная ✓ | Y [ 74 ] | 2008 | 2008 | 31.08.2012                             | Действует                              |
| ККВ ЦБ РФ                              | ЦБ РФ, ФТС РФ                          | Национальный, отраслевой               | 1                                      | Русский                                | Смешанный | Смешанный | ❌ | ❌ | ❌ | 28.07.1997 | 01.01.1998 (01.09.1997) | 21.08.2012                             | Действует                              |
| КВ ТС                                  | Комиссия ТС                            | Межгосударственный                     | 3                                      | Русский                                | зелёная ✓ | зелёная ✓ | ❌ | зелёная ✓ | ❌ | 20.09.2010 | 01.01.2011 | 16.08.2012                             | Действует                              |
| ISO 4217:EU                            | ЕС                                     | Европейский                            | 27                                     | 23 языка                               | Повторяет ISO 4217:2008, который для аппарата Евросоюза является документом прямого действия; дополнительно включает три валюты, наименования дробных денежных единиц | Повторяет ISO 4217:2008, который для аппарата Евросоюза является документом прямого действия; дополнительно включает три валюты, наименования дробных денежных единиц | Повторяет ISO 4217:2008, который для аппарата Евросоюза является документом прямого действия; дополнительно включает три валюты, наименования дробных денежных единиц | Повторяет ISO 4217:2008, который для аппарата Евросоюза является документом прямого действия; дополнительно включает три валюты, наименования дробных денежных единиц | Повторяет ISO 4217:2008, который для аппарата Евросоюза является документом прямого действия; дополнительно включает три валюты, наименования дробных денежных единиц | Повторяет ISO 4217:2008, который для аппарата Евросоюза является документом прямого действия; дополнительно включает три валюты, наименования дробных денежных единиц | Повторяет ISO 4217:2008, который для аппарата Евросоюза является документом прямого действия; дополнительно включает три валюты, наименования дробных денежных единиц | 05.06.2012                             | Действует                              |
| ОКВ:2000                               | Госстандарт                            | Национальный                           | 1                                      | Русский                                | зелёная ✓ | зелёная ✓ | ❌ | зелёная ✓ | ❌ | 25.12.2000 | 01.07.2001 | 24.05.2012                             | Действует                              |
| Unicode 6.1.0 (ISO 10646)              | Unicode (ISO)                          | Частный (Мировой)                      | Десятки организаций (163)              | Английский                             | Смешанный | Смешанный | Y [ 80 ] | ❌ | Y [ 80 ] | 1991 (1993) | 1991 (1993) | 31.01.2012                             | Действует                              |
| КВ ФНС                                 | ФНС РФ                                 | Национальный, отраслевой               | 1                                      | Русский                                | Y [ 83 ] | ❌ | ❌ | зелёная ✓ | ❌ | н/д | н/д | 01.12.2009                             | Действует                              |
| МКВ                                    | МГС (СНГ)                              | Межгосударственный                     | 11                                     | Русский                                | зелёная ✓ | зелёная ✓ | ❌ | зелёная ✓ | ❌ | 25.04.1997 | 25.04.1997 | 11.11.2009                             | Действует                              |
| Коды Тейлора                           | GFD                                    | Частный                                | —                                      | Английский                             | зелёная ✓ | ❌ | зелёная ✓ | зелёная ✓ | Y [ 85 ] | < 28.01.2001 | — | 16.04.2004                             | Действует                              |
| Недействующие стандарты                |                                        |                                        |                                        |                                        | | | | | | | |                                        |                                        |
| ОКВ:1994                               | Госстандарт                            | Национальный                           | 1                                      | Русский                                | зелёная ✓ | зелёная ✓ | ❌ | зелёная ✓ | ❌ | 26.12.1994 | 01.07.1995 (01.07.1997) | 26.01.2001                             | 01.07.2001                             |
| ККВ ГТК                                | ГТК РФ                                 | Национальный, отраслевой               | 1                                      | Русский                                | Смешанный | Смешанный | ❌ | ❌ | ❌ | 06.01.1997 | 01.01.1997 | 24.04.1997                             | 01.01.1998                             |
| ОКВ:1984                               | Госстандарт                            | Национальный                           | 1                                      | Русский                                | Y [ 90 ] | зелёная ✓ | ❌ | ❌ | ❌ | 22.03.1984 | 01.01.1986 | 21.01.1994                             | 01.07.1995 (01.07.1997)                |
| УЦОВ                                   | Внешторгбанк                           | Национальный, межотраслевой            | 1                                      | Русский                                | Y [ 90 ] | зелёная ✓ | ❌ | ❌ | ❌ | н/д | н/д | 21.01.1994                             | 01.07.1995 (01.07.1997)                |
| ISO 4217:1981                          | ISO                                    | Мировой                                | н/д                                    | Английский, французский                | зелёная ✓ | зелёная ✓ | ❌ | зелёная ✓ | ❌ | 1981 | 1981 | н/д                                    | 1987                                   |
| ISO 4217:1978                          | ISO                                    | Мировой                                | н/д                                    | Английский, французский                | зелёная ✓ | ❌ | ❌ | зелёная ✓ | ❌ | 1978 | 1978 | н/д                                    | 1981                                   |

В наглядном виде хронологические рамки и области применения классификаторов валют, действовавших в СССР и Российской Федерации, могут быть представлены следующей схемой: